# Krásnovce
Krásnovce (Hongaars: Karaszna) is een Slowaakse gemeente in de regio Košice, en maakt deel uit van het district Michalovce.
Krásnovce telt 629 inwoners.